# مجموعه بسته
در هندسه، توپولوژی و شاخه‌های مربوط به ریاضیات، مجموعه بسته مجموعه‌ای است که متمم آن یک مجموعه باز باشد. در واقع در یک فضای توپولوژیک یک مجموعه بسته می‌تواند مجموعه‌ای تعریف شود که شامل تمام نقاط حدی خود باشد. در یک فضای متریک کامل، مجموعه بسته مجموعه‌ای است که نسبت به عمل حدگیری بسته باشد. یعنی حد هر دنباله از اعضای مجموعه، در خود مجموعه قرار گیرد.

## تعاریف معادل برای مجموعه بسته
در یک فضای توپولوژیک یک مجموعه بسته‌است اگر و فقط اگر با بستار خود برابر باشد.

## ویژگی‌های مجموعه‌های بسته
یک مجموعه بسته دارای نقاط مرزی خود می‌باشد. به عبارت دیگر اگر بیرون از یک مجموعه بسته باشید و به مقدار کوچکی به هر طرف حرکت کنید، باز هم خارج از مجموعه قرار می‌گیرید. توجه کنید که اگر مرز مجموعه، تهی نیز باشد این مسئله باز هم برقرار خواهد بود، برای مثال، اعداد گویایی که مربع آن‌ها از ۲ کم‌تر باشد.
اشتراک نامتناهی مجموعه از مجموعه‌های بسته، بسته‌است.
اجتماع متناهی مجموعه از مجموعه‌های بسته، بسته‌است.
مجموعه تهی و تمام فضا بسته هستند. در حقیقت در مجموعه X و گردایه F از زیرمجموعه‌های آن که این ویژگی‌ها را دارند، F یک گردایه‌ای از مجموعه‌های بسته برای توپولوژی یکتایی روی مجموعه X خواهد بود. همچنین خاصیت اشتراک پذیری این امکان را به ما می‌دهد که بتوانیم بستار مجموعه A را در فضای X به صورت کوچکترین زیرمجموعه بسته X که شامل A باشد، تعریف کنیم. همین‌طور بستار یک مجموعه می‌تواند از اشتراک تمام مجموعه‌های شامل آن مجموعه نیز به دست آید.

مجموعه‌هایی که از اجتماع تعداد شمارا مجموعه بسته ساخته می‌شوند، لزوماً بسته هستند.

## مثال‌هایی از مجموعه‌های بسته
- بازه بسته [a,b] از اعداد حقیقی بسته‌است.
- بازه واحد ([۱، ۰]) در فضای متریک اعداد حقیقی بسته‌است، و مجموعه اعداد گویای داخل مجموعه ([۱، ۰]) در فضای اعداد گویا بسته‌است، در صورتی که مجموعه اعداد گویای داخل مجموعه ([۱، ۰]) در فضای متریک اعداد حقیقی بسته نیست.
- بعضی مجموعه‌ها نه باز هستند و نه بسته، برای مثال مجموعه نیمه بستهٔ [۱، ۰).
- بعضی مجموعه‌ها هم باز و هم بسته‌اند، که مجموعه‌های بست-باز نامیده می‌شوند.
- مجموعه نیمه بسته (∞+،۱] بسته‌است.
- مجموعه کانتور یک مجموعه بسته غیرعادی است از این جهت که شامل تمام نقاط مرزی است و در هیچ‌جا متراکم نیست.
- مجموعه‌های تک عضوی (و در نتیجه مجموعه‌های متناهی) در فضاهای هاستروف بسته هستند.
- اگر X و Y فضاهای توپولوژیک هستند، تابع f از X به Y پیوسته است اگر و فقط اگر تصویر وارون هر زیر مجموعه بسته از Y در X نیز بسته باشد.

## اطلاعات بیشتری از مجموعه‌های بسته
در توپولوژی عمومی، مجموعه A بسته‌است اگر و فقط اگر شامل نقاط مرزی خود باشد.

مفهوم مجموعه بسته تحت تعریف مجموعه باز تعریف می‌شود. یک مفهوم که درکی از فضای توپولوژیک ایجاد می‌کند و همچنین از فضاهای دیگری که ساختاری توپولوژیک دارند، مانند فضای متریک، فضای یکنواخت.